# Сарака индийская
Сарака индийская (лат. Saraca indica) — типовой вид растений рода Сарака (Saraca) семейства Бобовые (Fabaceae).
Впервые описанные Карлом Линнеем, во втором издании работы Mantissa Plantarum, образцы этого вида прибыли в Европу с острова Ява.
В некоторых источниках название Saraca indica ошибочно применяется близкородственному виду Ашока (Saraca asoca), неточность впервые возникла в публикации 1869 года.
От ашоки сарака индийская отличается иными деталями строения цветка, чуть меньшим количеством стручков, и восточнее расположенным ареалом.
Синонимы:
- Jonesia minor Zoll. & Moritzi
- Saraca arborescens Burm.f.
- Saraca asoca  sensu auct.
- Saraca bijuga Prain
- Saraca harmandiana Pierre
- Saraca kunstleri Prain
- Saraca lobbiana Baker
- Saraca minor (Zoll. & Moritzi) Miq.
- Saraca pierreana Craib
- Saraca zollingeriana sensu Prain, non Miq.